# Сигма Октанта
σ Октанта (σ Octantis, σ Oct) — зоря з видимою зоряною величиною +5,6m у сузір'ї Октанта. Це найближча до південного полюсу світу зоря, що видима неозброєним оком, тому іноді її називають Південною Полярною. σ Октанта віддалена від Землі на 270 світлових років і є жовто-білим гігантом спектрального класу F0 III. Зоря є змінною типу δ Щита і змінює блиск в межах 0,03 зоряної величини з періодом 2,3 години.

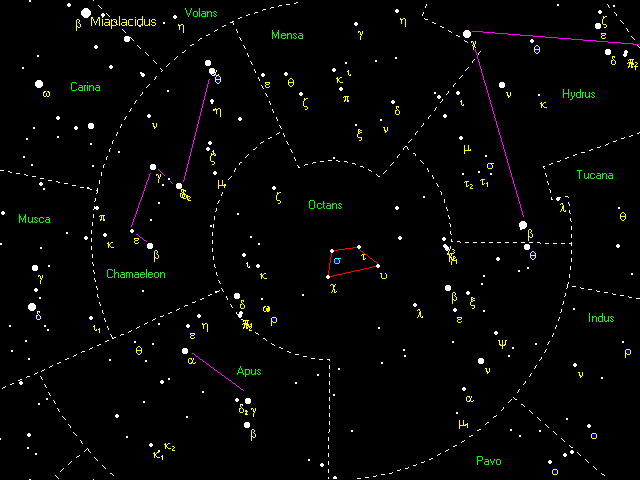
Трапецевидний астеризм, що включає Сигму Октанта